# Хиришанка
Хиришанка (исп.  Hirishanca, Jirishanca) — гора высотой 6126 м в Андах в Перу, в хребте Кордильера-Уайуаш, в регионе Анкаш (по другим данным высота горы составляет 6094 метров). Это 10-я по высоте гора Перу. С местного наречия название исп. Hirishanca переводится как «Ледяной клюв колибри» (от формы вершины). 16 ноября 1954 года на Юго-Восточном склоне горы разбился двухмоторный самолет DC-3 следовавший по маршруту Пукальпа- Лима, погибли все находившиеся на борту 24 человека.

## Восхождения

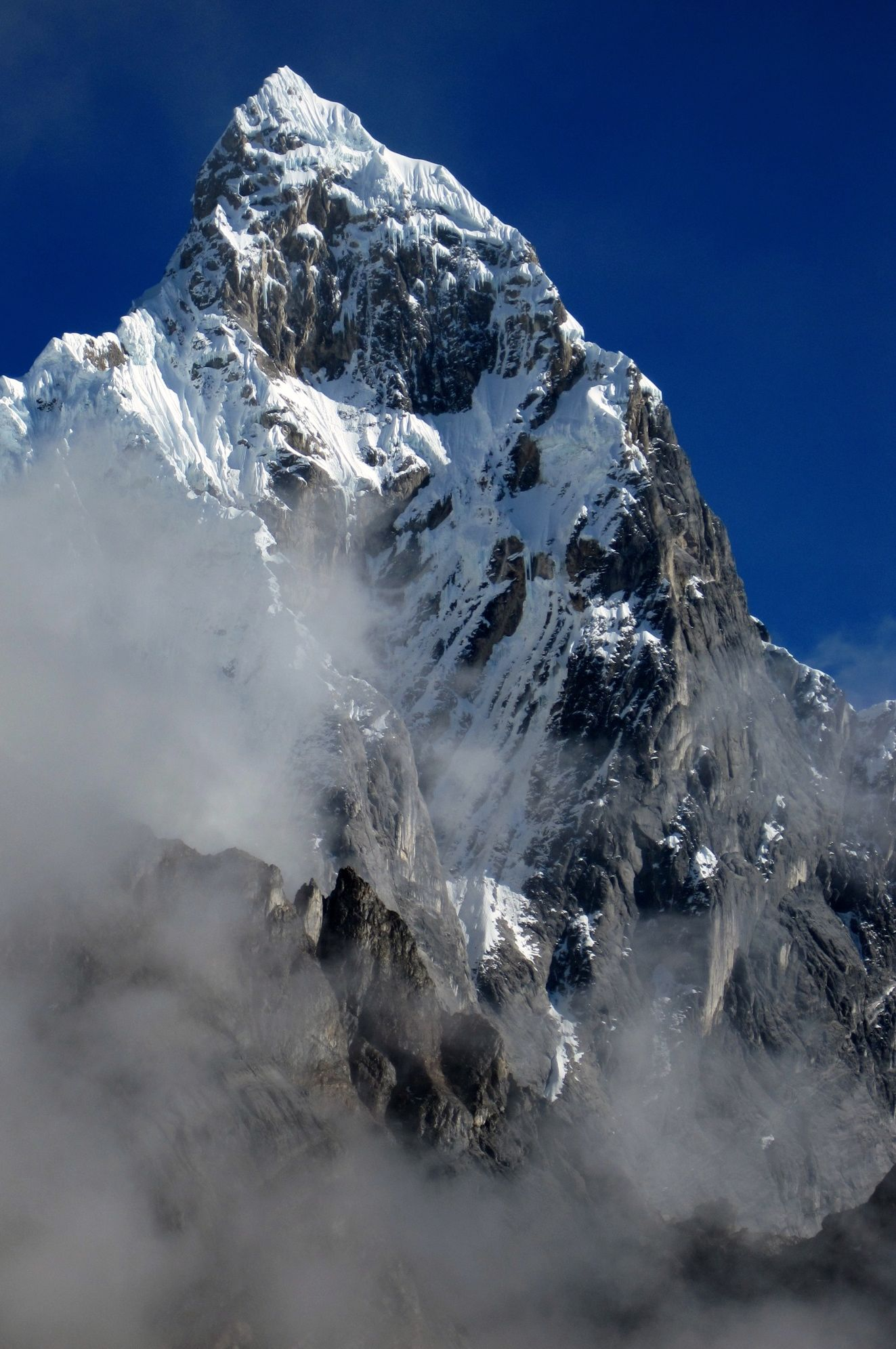
Юго-Восточная стена Хиришанки

Первое восхождение на вершину было совершено 12 Июля 1957 года австрийскими альпинистами Тони Эггером и Зигфред Юнгмайр по Восточному контрфорсу. По современной классификации этот маршрут имеет категорию ED1, в последующем он был повторен лишь единожды.
Северная вершина Хиришанки впервые была пройдена в 1964 году американской экспедицией по Северному гребню. Первый маршрут по сложнейшей Западной стене был проложен 6 июля 1969 года итальянской командой во главе с Риккардо Кассином.
В 1971 году японская команда впервые прошла Юго-Восточную стену, восхождение заняло 49 дней.
Большой перепад высот (900—1200 м), крутизна склонов, технически сложное лазание по скалам позволяет отнести Хиришанку к самым трудным шеститысячникам Анд. Простейшие маршруты на вершину классифицируются категорий сложности TD.